# Francis Alÿs
Francis Alÿs (nascut Francis de Smedt, Anvers, 1959) és un artista belga establert a Mèxic. El seu treball se situa en l'espai interdisciplinari de la pràctica social i política de l'art i l'arquitectura.

## Biografia
Va néixer a Anvers i es va criar al Pajottenland del Brabant Flamenc. Va cursar estudis d'Arquitectura a l'Institut supérieur d'architecture Saint-Luc a Tournai durant el període 1978-1983 i d'Història de l'Arquitectura a Venècia al període 1983-1986 a l'IUAV.
Després del terratrèmol que va assolar la Ciutat de Mèxic el 1985, s'hi va traslladar per col·laborar en la reconstrucció i va quedar fascinat per la ciutat, per la qual cosa va decidir establir-s'hi. Des de llavors Francis Alÿs viu i treballa a Mèxic DF. A partir de llavors va començar a desenvolupar la seva carrera com a artista i va deixar de banda la pràctica de l'arquitectura stricto sensu.
Alÿs treballa en diferents suports, com el vídeo, la fotografia i la performance. Conceptualment el seu treball està íntimament lligat a la seva forma de conèixer i reconèixer la ciutat: l'exploració de la ciutat a través del passeig constitueix el fil conductor del plantejament de molta part de la seva obra.
Alÿs ha participat amb la seva obra en nombrosos esdeveniments artístics, com les biennals de L'Havana, Venècia, Lima i Santa Fe, i el seu treball s'ha mostrat en museus i galeries d'Europa i Amèrica.
Va preparar una important mostra individual en el Museo de Arte Moderno de la Ciutat de Mèxic a finals dels noranta. Recentment ha exposat en el Museo Nacional Centro de Arte Reina Sofía de Madrid, al Centro nazionale per le arti contemporanee a Roma, a la Kunsthaus de Zürich i al Museum of Modern Art de Nova York.